# Vārkava (novads)
Vārkava (łot.: Vārkavas novads) – jeden z łotewskich novadsów, funkcjonujący w latach 2009–2021.

## Historia
Novads powstało na terenach należących przed 2009 do rejonu Preiļi.
W skład novadsu wchodziły trzy pagastsy: Rožkalni, Upmala i Vārkava. Jego stolicą została wieś Vecvārkava.
Zlikwidowany w ramach reformy administracyjnej 30 czerwca 2021. Wszedł w całości w skład nowego novadsu Preiļi.